# Erythrina salviiflora
Erythrina salviiflora är en ärtväxtart som beskrevs av Krukoff och Rupert Charles Barneby. Erythrina salviiflora ingår i släktet Erythrina och familjen ärtväxter. Inga underarter finns listade i Catalogue of Life.